# Zuid-Afrikaans korfbalteam
Het Zuid-Afrikaanse korfbalteam is een team van korfballers dat Zuid-Afrika vertegenwoordigt in internationale wedstrijden. 
Vanaf 1995 speelt het team mee op internationale toernooien.
Het team won het vaakst de Afrikaanse kampioenschappen korfbal, namelijk 4 maal. Het team heeft nog nooit meegedaan op de Wereldspelen.

## Resultaten op de wereldkampioenschappen
| Wereldkampioenschap korfbal |               |             |               |
| Jaar                        | Kampioenschap | Gastheer    | Klassering    |
| 1978                        | 1e WK         | Nederland   | geen deelname |
| 1984                        | 2e WK         | België      | geen deelname |
| 1987                        | 3e WK         | Nederland   | geen deelname |
| 1991                        | 4e WK         | België      | geen deelname |
| 1995                        | 5e WK         | India       | 11e           |
| 1999                        | 6e WK         | Australië   | 10e           |
| 2003                        | 7e WK         | Nederland   | 11e           |
| 2007                        | 8e WK         | Tsjechië    | 15e           |
| 2011                        | 9e WK         | China       | 16e           |
| 2015                        | 10e WK        | België      | 15e           |
| 2019                        | 11e WK        | Zuid-Afrika | 19e           |
| 2023                        | 12e WK        | Taiwan      | 23e           |

## Resultaten op de Wereldspelen
| Wereldspelen |                  |                       |               |
| Jaar         | Kampioenschap    | Gastland              | Klassering    |
| 1985         | 2e Wereldspelen  | Londen (Engeland)     | geen deelname |
| 1989         | 3e Wereldspelen  | Karlsruhe (Duitsland) | geen deelname |
| 1993         | 4e Wereldspelen  | Den Haag (Nederland)  | geen deelname |
| 1997         | 5e Wereldspelen  | Lahti (Finland)       | geen deelname |
| 2001         | 6e Wereldspelen  | Akita (Japan)         | geen deelname |
| 2005         | 7e Wereldspelen  | Duisburg (Duitsland)  | geen deelname |
| 2009         | 8e Wereldspelen  | Kaohsiung (Taiwan)    | geen deelname |
| 2013         | 9e Wereldspelen  | Cali (Colombia)       | geen deelname |
| 2017         | 10e Wereldspelen | Wroclaw (Polen)       | geen deelname |
| 2022         | 11e Wereldspelen | Birmingham (USA)      | geen deelname |
| 2025         | 12e Wereldspelen | Chengdu (China)       | Geen deelname |

## Resultaten op de Afrikaanse kampioenschappen
| Afrikaans kampioenschap korfbal |               |                      |            |
| Jaar                            | Kampioenschap | Gastland             | Klassering |
| 2006                            | 1e AK         | Zuid-Afrika          | Goud       |
| 2010                            | 2e AK         | Zimbabwe             | Goud       |
| 2014                            | 3e AK         | Zambia               | Goud       |
| 2018                            | 4e AK         | Zimbabwe             | Goud       |
| 2022                            | 5e AK         | Zimbabwe & Ivoorkust | Brons      |